# VV VKW
VKW is een amateurvoetbalvereniging uit Westerbork, Drenthe, Nederland, opgericht in 1929. De thuiswedstrijden worden op "Sportpark De Perkenslag" gespeeld.
Het standaardelftal speelt in het seizoen 2022/23 voor het eerst in het bestaan in de Hoofdklasse, dat toen hernoemd werd naar Vierde divisie.

## Historie
VKW is opgericht in 1929. Sindsdien is het ledenaantal gegroeid van ongeveer 40 tot de ruim 440 leden van tegenwoordig. De meeste leden komen uit Westerbork. Een klein gedeelte van het ledenaantal komt uit omliggende dorpen, zoals Elp (de Elper Boys), Zuidveld en Zwiggelte. Tegenwoordig is er ook veel aanwas van nieuwe voetballers uit Witteveen.
In juni 2019 werd VKW-speler Anjo Willems door bondscoach Ron Jans opgenomen in het Noord-Nederlands voetbalelftal. In de wedstrijd tegen Noord-Duitsland op 15 juni scoorde Willems eenmaal, maar dit kon niet verhinderen dat Noord-Nederland na strapschoppen met 3-4 verloor.

## Sportpark De Perkenslag
Sportpark De Perkenslag is de thuishaven van VKW. Het is gesitueerd aan de rand van Westerbork tussen de houtwallen. Op het sportpark bevindt zich een kantine, tien kleedkamers, drie wedstrijdvelden voor senioren en twee velden die dienstdoen voor de wedstrijden van de E en F pupillen. Daarnaast zijn er twee grote trainingsvelden die in de avonduren belicht worden door dertien lichtmasten. Aan het hoofdveld staat een tribune. Het jeugdveld is in 2007 volledig vernieuwd. In het seizoen 2014/15 kreeg VKW op een van haar speelvelden voor de senioren lichtmasten zodat er meer gelegenheid ontstond voor de trainen en het spelen van wedstrijden in de avonden.

## Doelgericht
VKW drukt iedere drie weken een voetbalkrantje met de naam Doelgericht en verspreidt deze zelf. Eerder kwam het krantje iedere week, maar de informatie wordt steeds vaker via de website en via teletekst pagina 356 van RTV Drenthe doorgegeven.

## Standaardelftal
VKW speelde vier perioden in de Eerste klasse (2002/03, 2006/07 en 2013/14-2014/15 en 2016/17). Beide eerste seizoenen degradeerde VKW direct weer naar de Tweede klasse. In het seizoen 2013/14 behaalden de Börkers de tweede periodetitel. In de nacompetitie voor promotie naar de Hoofdklasse was VV Hoogeveen een maatje te groot. Het seizoen erop degradeerde de club om in 2015/16 weer terug te keren. De vierde periode duurde weer een enkel seizoen.
In 2022 promoveerde VKW voor het eerst in de historie naar de Vierde divisie, de nieuwe naam van de Hoofdklasse. Hoewel VKW als tweede eindigde in de eindrangschikking, kon kampioen VV Hoogezand niet promoveren, omdat het de overstap naar het zaterdagvoetbal maakte.
Rivaliteit
VKW heeft van oudsher een gezonde rivaliteit met VV Beilen.

### Erelijst
kampioen Tweede klasse: 2002, 2006, 2018
kampioen Derde klasse: 1983, 1993, 2001, 2011
kampioen Vierde klasse: 1967, 1980, 2000
kampioen DVB 1e klasse: 1976

### Competitieresultaten 1946–heden
| 4 3F |

| 7 3F |

| 9 3D |

| 7 3C |

| 8 3C |

| 7 3C |

| 10 3C |

| 3 3C |

| 5 3C |

| 4 3C |

| 7 3C |

| 7 3C |

| 3 3C |

| 3 3C |

| 10 3C |

| 11 3C |

| 5 3C |

| 8 3C |

| 11 3C |

| 2 4F |

| 2 4F |

| 1 4F |

| 7 3C |

| 9 3C |

| 4 3C |

| 6 3C |

| 9 3C |

| 11 3C |

| 11 4H |

| ? |

| 1 |

| 6 4H |

| 2 4H |

| 9 4H |

| 1 4H |

| 2 3C |

| 2 3C |

| 1 3C |

| 5 2B |

| 6 2B |

| 8 2B |

| 9 2B |

| 6 2B |

| 6 2B |

| 8 2B |

| 2 2B |

| 12 2B |

| 1 3C |

| 12 2B |

| 7 3C |

| 10 3C |

| 3 4G |

| 4 4F |

| 2 4F |

| 1 4F |

| 1 3A |

| 1 2K |

| 12 1F |

| 4 2K |

| 7 2K |

| 1 2K |

| 10 1F |

| 8 2L |

| 6 2L |

| 12 2L |

| 1 3B |

| 3 2L |

| 3 2L |

| 5 1F |

| 13 1F |

| 4 2K |

| 14 1F |

| 1 2L |

| 3 1F |

| 5* 1F |

| 10* 1F |

| 2 1F |

| 16 A |

| 1J |

| Vierde Divisie | Eerste klasse | Tweede klasse | Derde klasse | Vierde klasse | Eerste klasse DVB |

In elke staaf van de grafiek staat van boven naar beneden vermeld: 
- Eindnotering

Dit is de positie die de club heeft bereikt in de competitie, zonder eventuele beslissings-, play-off- of nacompetitiewedstrijden die nodig zijn geweest om bijvoorbeeld de kampioen van de competitie te bepalen.
Indien een * achter het getal staat is de notering een tussenstand en kan het zijn dat de notering niet overeenkomt met de uiteindelijke eindstand van de competitie.
Staat er een - dan is het seizoen nog bezig en is er geen definitieve uitslag bekend.
Staat er xx op de positie van de notering, dan heeft de club vroegtijdig de competitie verlaten. Dit kan onder andere komen door terugtrekking van het team, faillissement van de club of door een uitgedeelde straf van de KNVB. In veel gevallen staat elders in het artikel de reden vermeld.
Staat er een ? dan is het resultaat uit het verleden onbekend, en is alleen de competitie of het niveau bekend van dat seizoen.
In de seizoenen 2019/20 en 2020/21 werd wegens de coronacrisis het amateurvoetbal afgebroken. Daardoor kennen deze staven geen eindklassering (middels -- weergegeven).
- Competitieniveau en afdelingsletter of Officiële eindstand Eredivisie
  - Competitieniveau en afdelingsletter

Hierbij geeft het getal het niveau weer, dat ook terug te vinden is in de legenda. De letter is de afdelingsaanduiding en wordt gebruikt wanneer er meer afdelingen zijn op hetzelfde niveau. De afdelingsletter is altijd een hoofdletter en wordt meestal zonder nummer gebruikt.
Voorbeeld: 2F is niveau 2e klasse competitie F.
Het competitieniveau en nummer wordt niet vermeld wanneer er slechts één competitie van dit niveau was.
  - Officiële eindstand Eredivisie (getal staat tussen haakjes vermeld)

Sinds de introductie van play-offwedstrijden voor Europees voetbal na afloop van de reguliere competitie in 2005/06, is de KNVB verplicht een eindstand van de Eredivisie door te geven aan de UEFA aan de hand van deze play-offwedstrijden.
Bij deze eindstand staan clubs die zich hebben gekwalificeerd voor Europees voetbal hoger dan clubs die zich niet wisten te kwalificeren. Indien er geen verschil was tussen de eindnotering en de officiële eindstand, staat dit getal niet vermeld.

- Onderafdeling

Hier staat afgekort de naam van de onderafdeling indien de club in dat jaar in een onderafdeling uitkwam. Tevens staat deze afkorting in de legenda en wordt gelinkt naar het artikel over deze onderafdeling. Deze afkorting wordt alleen vermeld wanneer de club in het verleden in verschillende onderafdelingen heeft gespeeld. Deze vermelding is in de staaf altijd in kleine letters. Deze onderafdelingen zijn na het seizoen 1995/96 afgeschaft. Heeft de club in slechts één onderafdeling gespeeld, dan is dit alleen terug te vinden in de legenda.
Onder de staaf staat het jaartal vermeld waarin het seizoen is afgesloten. 15 verwijst naar het seizoen 2014/15 of eventueel het seizoen 1914/15.
Wanneer een staaf leeg is, zijn deze gegevens niet bekend. Het kan ook zijn dat de club dat seizoen niet heeft meegespeeld op het hogere amateurniveau, vroegtijdig de competitie heeft verlaten of uit de competitie is gezet.

In het seizoen 1944/45 was er wegens de Tweede Wereldoorlog geen regulier competitievoetbal.
VV Beilen · BSVV · CVV Fit Boys · HHCombi · SV Hoogersmilde · SV Nieuw Balinge · VV Smilde '94 · VKW · VV Wijster · Witteveense Boys '87